# Włodzimierz Marian Kamiński
Włodzimierz Marian Kamiński (ur. 16 kwietnia 1924 w Skierniewicach, zm. 3 maja 2015) – polski ekonomista i prawnik, profesor nauk ekonomicznych, wieloletni profesor Szkoły Głównej Gospodarstwa Wiejskiego w Warszawie i doktor honoris causa tej uczelni.

## Życiorys
Podczas II wojny światowej ukończył konspiracyjne kursy skierniewickiego Liceum Ogólnokształcącego im. Bolesława Prusa, był żołnierzem skierniewickiego Obwodu Armii Krajowej. Dwukrotnie aresztowało go gestapo. W październiku 1943 skazano go na śmierć, lecz uniknął egzekucji. Był robotnikiem przymusowym w Niemczech.
W 1947 uzyskał w Uniwersytecie Jagiellońskim tytuł magistra prawa, a w 1948 stopień naukowy doktora nauk prawnych. W 1961 został doktorem nauk rolno-leśnych, w 1965 doktorem habilitowanym ekonomiki rolnictwa. Tytuł naukowy profesora nadzwyczajnego otrzymał w 1973. Profesorem zwyczajnym został w 1980. W 1999 nastąpiło odnowienie jego doktoratu w Uniwersytecie Jagiellońskim. W 2000 otrzymał tytuł doktora honoris causa SGGW.
W 1948 rozpoczął pracę zawodową w Państwowej Centrali Handlowej. Następnie był zatrudniony w przemyśle chłodniczym (1951-1955), w Ministerstwie Przemysłu Spożywczego i Skupu był dyrektorem Departamentu Planowania (1957-1968). Był twórcą Departamentu Studiów i Rozwoju (1969-1980) i Instytutu Ekonomiki i Organizacji Przemysłu Spożywczego (1980-1982). Od 1959 do 1992 był nauczycielem akademickim SGGW, prowadząc działalność naukowo-dydaktyczną w zakresie ekonomiki i organizacji przemysłu spożywczego oraz polityki żywienia. W 1990 pełnił obowiązki dyrektora Instytutu Ekonomiki, Rolnictwa i Gospodarki Żywnościowej SGGW. W latach 1997–2009 był zatrudniony w Warszawskiej Wyższej Szkole Ekonomicznej, gdzie pełnił funkcję prorektora do spraw nauki. Spoczywa na cmentarzu Powązkowskim w Warszawie (kwatera 312-1-15/16).

## Ordery i odznaczenia
- Krzyż Komandorski Orderu Odrodzenia Polski
- Krzyż Oficerski Orderu Odrodzenia Polski
- Krzyż Kawalerski Orderu Odrodzenia Polski
- Krzyż Armii Krajowej
- Medal Komisji Edukacji Narodowej[1]
- Złota Odznaka NOT
- Diamentowa Odznaka NOT
- Oficer Orderu Zasługi Rolniczej (Francja)

## Inne wyróżnienia
- Doktor honoris causa Szkoły Głównej Gospodarstwa Wiejskiego (2000)
- Honorowy Obywatel Skierniewic (2004)[1]

## Członkostwo w korporacjach naukowych i stowarzyszeniach
- Akademia Rolnictwa Francji - członek zagraniczny (1986);
- Międzynarodowy Instytut Chłodnictwa - członek honorowy (1987);
- Nowojorska Akademia Nauk (1995);
- Stowarzyszenie Ekonomistów Rolnictwa i Agrobiznesu - członek honorowy (2008);
- Stowarzyszenie Naukowo-Techniczne Inżynierów i Techników Przemysłu Spożywczego - członek honorowy (1998);
- Stowarzyszenie Polaków Poszkodowanych przez III Rzeszę;
- Światowy Związek Żołnierzy Armii Krajowej;
- Węgierskie Towarzystwo Naukowe Przemysłu Spożywczego - członek (1959), członek honorowy (1977);
- Związek Nauczycielstwa Polskiego - członek honorowy (2011)[1].